# Avenula sulcata subsp. albinervis
Avenula sulcata subsp. albinervis é uma subespécie de planta com flor pertencente à família Poaceae. 
A autoridade científica da subespécie é (Boiss.) Rivas Mart., tendo sido publicada em Acta Botanica Malacitana 2: 63. 1976.

## Portugal
Trata-se de uma subespécie presente no território português, nomeadamente em Portugal Continental.
Em termos de naturalidade é nativa da região atrás indicada.

## Protecção
Não se encontra protegida por legislação portuguesa ou da Comunidade Europeia.